# Pénitencier fédéral de Terre Haute
Pour les articles homonymes, voir Terre Haute (homonymie).
United States Penitentiary, Terre Haute
Le pénitencier fédéral de Terre Haute (en anglais : United States Penitentiary, Terre Haute ou USP Terre Haute)  est un pénitencier fédéral américain de haute sécurité pour hommes, situé dans le comté de Vigo dans la banlieue sud-ouest de la ville de Terre Haute dans l'Indiana dans le Midwest des États-Unis. 
Mis en service en 1940, il  est administré par le Bureau fédéral des prisons et fait partie du « complexe correctionnel fédéral de Terre Haute (en) » (Federal Correctional Complex, Terre Haute ou FCC), qui comprend également l'« Institution correctionnelle fédérale de Terre Haute (en) » (Federal Correctional Institution ou FCI). 
Il contient une unité d'emprisonnement spéciale pour des résidents condamnés à mort par l'État fédéral et il est le seul établissement fédéral où est appliquée la peine de mort.